# NHL Awards 2015
Die NHL Awards 2015 sind Ehrungen der nordamerikanischen Eishockeyliga NHL. Sie wurden am 24. Juni 2015 im Encore Theater des Wynn Hotels in Paradise verliehen.

## Preisträger
Hart Memorial Trophy – Wird an den wertvollsten Spieler (MVP) der Saison durch die Professional Hockey Writers’ Association verliehen.
- Carey Price (G) – Canadiens de Montréal

Nominiert:
- Alexander Owetschkin (LW) – Washington Capitals
- John Tavares (C) – New York Islanders

Ted Lindsay Award – Wird an den herausragenden Spieler der Saison durch die Spielergewerkschaft NHLPA verliehen.
- Carey Price (G) – Canadiens de Montréal

Nominiert:
- Jamie Benn (LW) – Dallas Stars
- Alexander Owetschkin (LW) – Washington Capitals

Vezina Trophy – Wird an den herausragenden Torhüter der Saison durch die General Manager der Teams verliehen.
- Carey Price – Canadiens de Montréal

Nominiert:
- Devan Dubnyk – Arizona Coyotes / Minnesota Wild
- Pekka Rinne – Nashville Predators

James Norris Memorial Trophy – Wird durch die Professional Hockey Writers’ Association an den Verteidiger verliehen, der in der Saison auf dieser Position die größten Allround-Fähigkeiten zeigte.
- Erik Karlsson – Ottawa Senators

Nominiert:
- Drew Doughty – Los Angeles Kings
- P. K. Subban – Canadiens de Montréal

Frank J. Selke Trophy – Wird an den Angreifer mit den besten Defensivqualitäten durch die Professional Hockey Writers’ Association verliehen.
- Patrice Bergeron – Boston Bruins

Nominiert:
- Anže Kopitar – Los Angeles Kings
- Jonathan Toews – Chicago Blackhawks

Calder Memorial Trophy – Wird durch die Professional Hockey Writers’ Association an den besten Neuprofi (Rookie) verliehen.
- Aaron Ekblad (D) – Florida Panthers

Nominiert:
- Johnny Gaudreau (LW) – Calgary Flames
- Mark Stone (RW) – Ottawa Senators

Lady Byng Memorial Trophy – Wird durch die Professional Hockey Writers’ Association an den Spieler verliehen, der durch einen hohen sportlichen Standard und faires Verhalten herausragte.
- Jiří Hudler (LW/RW) – Calgary Flames

Nominiert:
- Pawel Dazjuk (C) – Detroit Red Wings
- Anže Kopitar (RW) – Los Angeles Kings

Jack Adams Award – Wird durch die NHL Broadcasters’ Association an den Trainer verliehen, der am meisten zum Erfolg seines Teams beitrug.
- Bob Hartley – Calgary Flames

Nominiert:
- Peter Laviolette – Nashville Predators
- Alain Vigneault – New York Rangers

Bill Masterton Memorial Trophy – Wird durch die Professional Hockey Writers’ Association an den Spieler verliehen, der Ausdauer, Hingabe und Fairness in und um den Eishockeysport zeigte.
- Devan Dubnyk – Minnesota Wild

Nominiert:
- Andrew Hammond – Ottawa Senators
- Kris Letang – Pittsburgh Penguins

NHL General Manager of the Year Award – Wird an den General Manager eines Franchise vergeben, der sich im Verlauf der Saison als der Fähigste erwiesen hat.
- Steve Yzerman – Tampa Bay Lightning

Nominiert:
- Bob Murray – Anaheim Ducks
- Glen Sather – New York Rangers

Art Ross Trophy – Wird an den besten Scorer der Saison verliehen.
- Jamie Benn (LW) – Dallas Stars: 87 Punkte (35 Tore, 52 Vorlagen)

Maurice 'Rocket' Richard Trophy – Wird an den besten Torschützen der Liga vergeben.
- Alexander Owetschkin – Washington Capitals: 53 Tore

William M. Jennings Trophy – Wird an den/die Torhüter mit mindestens 25 Einsätzen verliehen, dessen/deren Team die wenigsten Gegentore in der Saison zugelassen hat.
- Carey Price – Canadiens de Montréal: 189 Gegentore in 66 Spielen (Gegentordurchschnitt: 1.96)
- Corey Crawford – Chicago Blackhawks: 189 Gegentore in 57 Spielen (Gegentordurchschnitt: 2.27)

NHL Plus/Minus Award – Wird an den Spieler verliehen, der während der Saison die beste Plus/Minus-Statistik hat.
- Nikita Kutscherow – Tampa Bay Lightning: +38
- Max Pacioretty – Canadiens de Montréal: +38

Conn Smythe Trophy – Wird an den wertvollsten Spieler (MVP) der Play Offs verliehen.
- Duncan Keith (D) – Chicago Blackhawks

Mark Messier Leader of the Year Award – Wird an den Spieler verliehen, der sich während der Saison durch besondere Führungsqualitäten ausgezeichnet hat.
- Jonathan Toews (C) – Chicago Blackhawks

Nominiert:
- Ryan Getzlaf (C) – Anaheim Ducks
- Andrew Ladd (LW) – Winnipeg Jets

King Clancy Memorial Trophy – Wird an den Spieler vergeben, der durch Führungsqualitäten, sowohl auf als auch abseits des Eises und durch soziales Engagement herausragte.
- Henrik Zetterberg (C) – Detroit Red Wings

## Trophäen

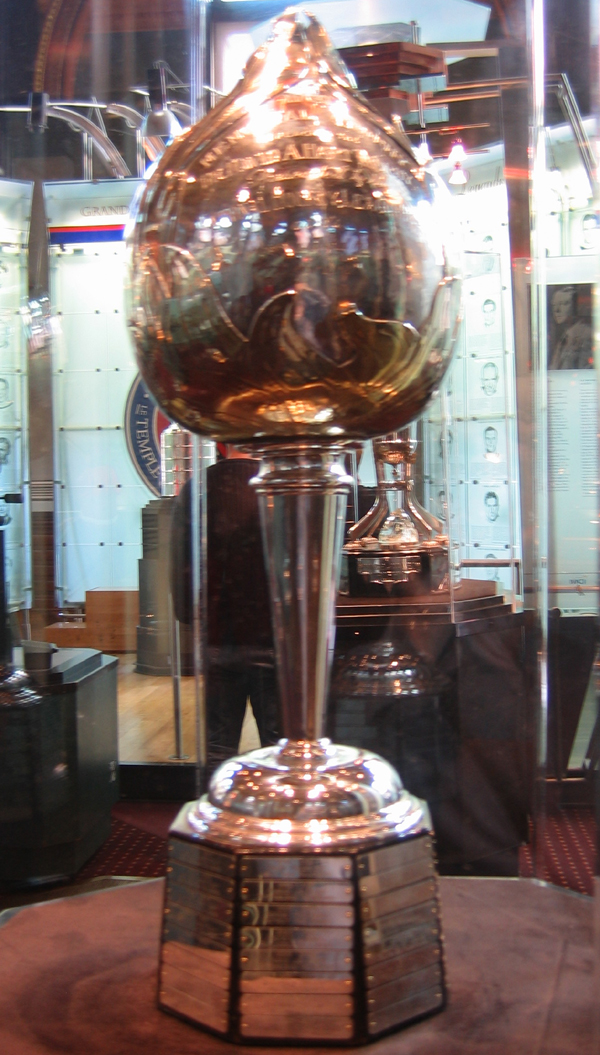
Hart Memorial Trophy
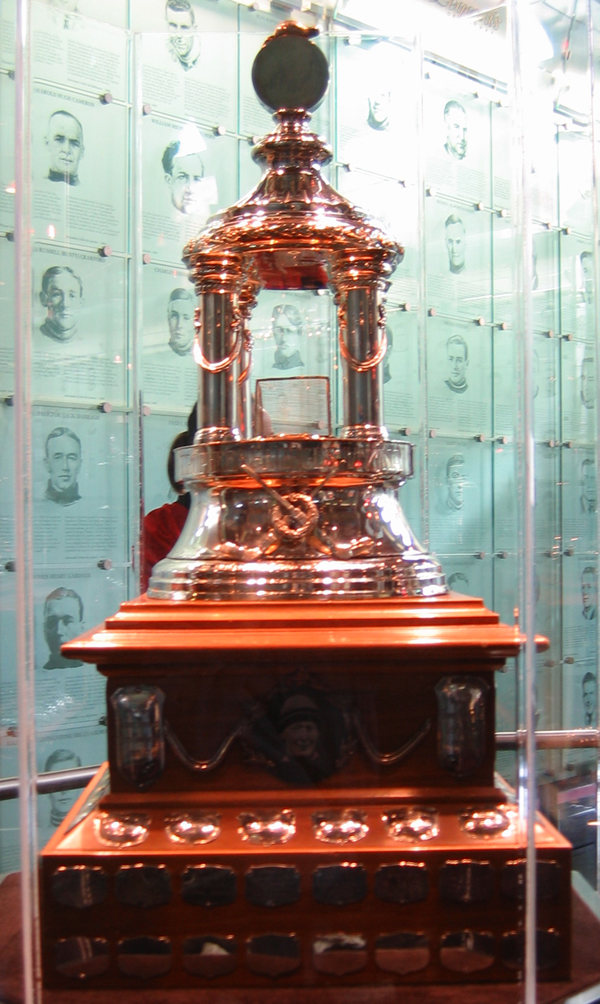
Vezina Trophy
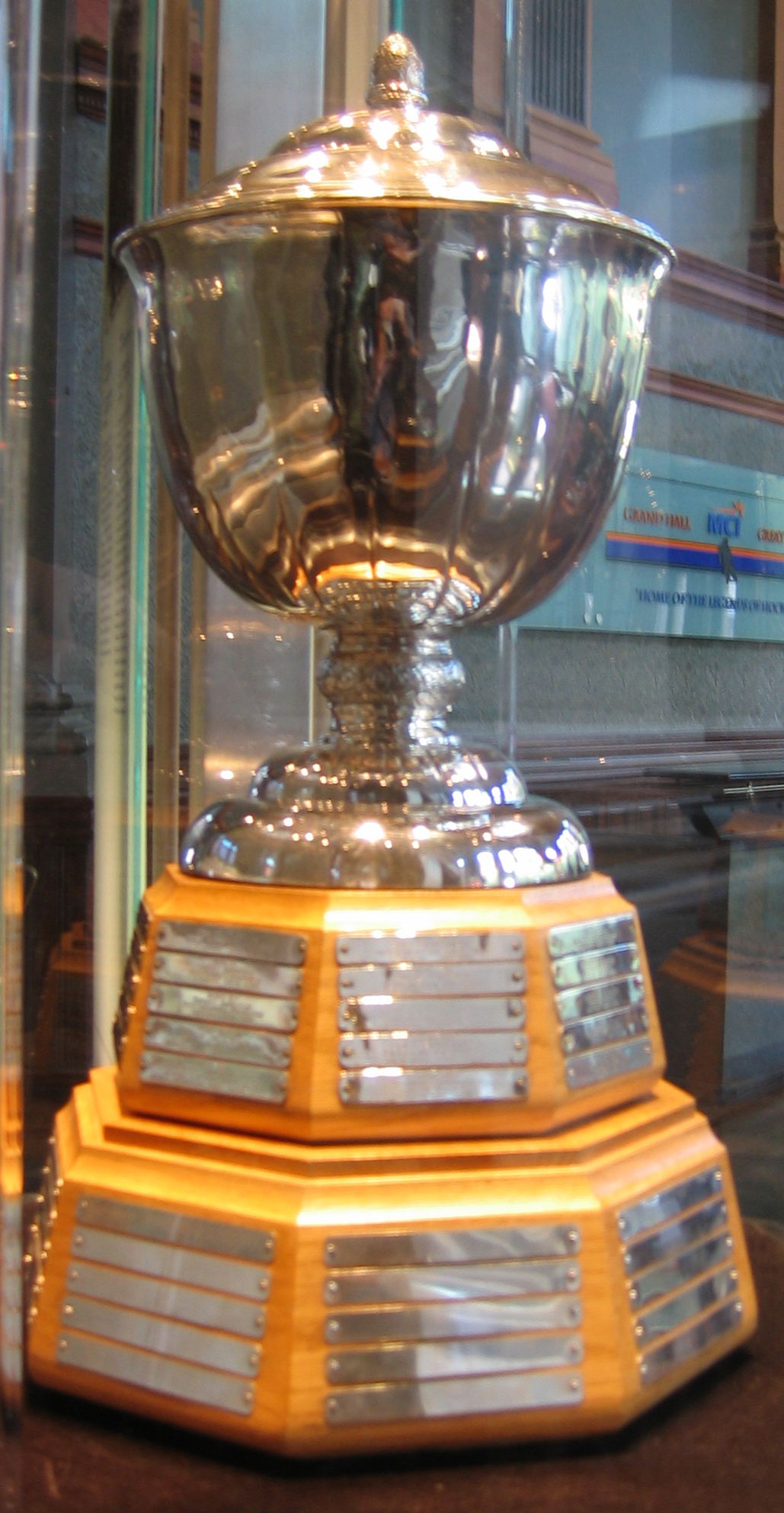
James Norris Memorial Trophy
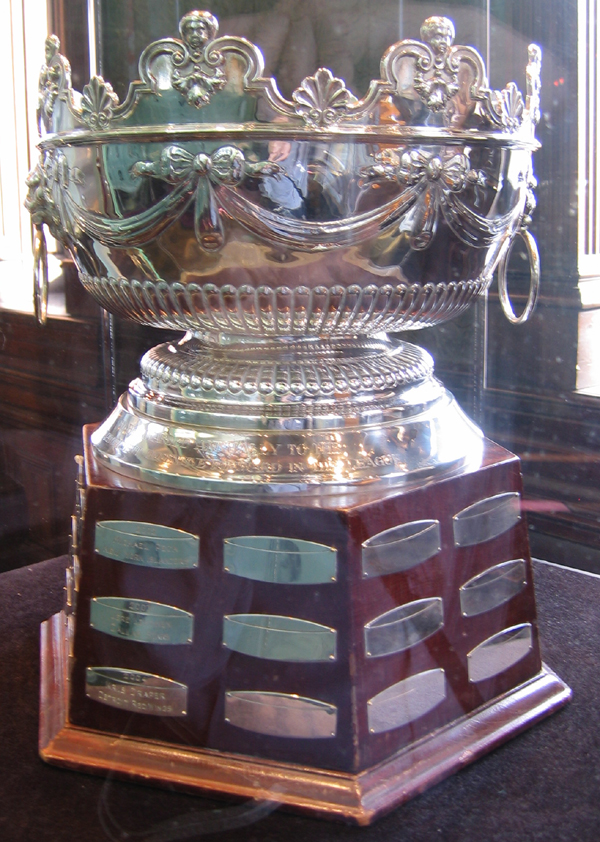
Frank J. Selke Trophy
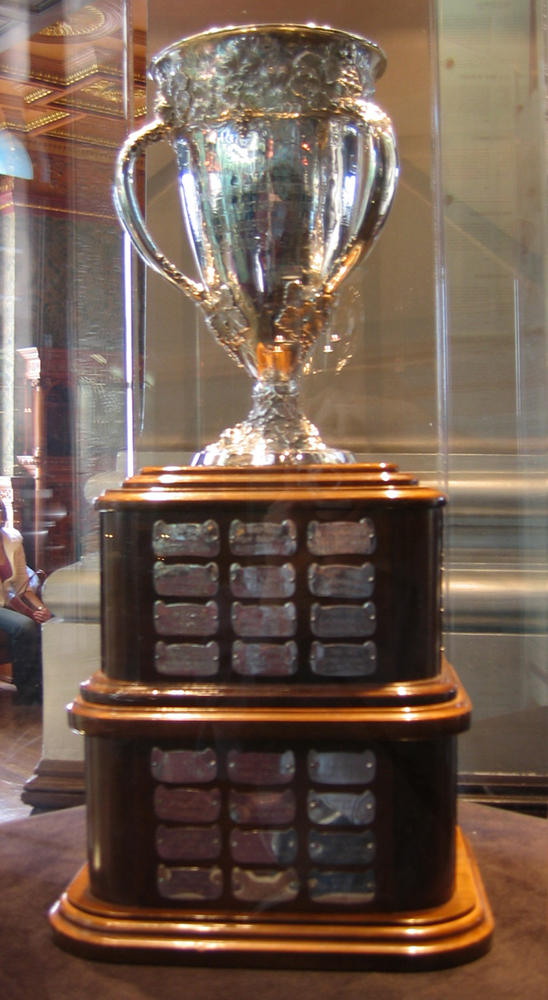
Calder Memorial Trophy
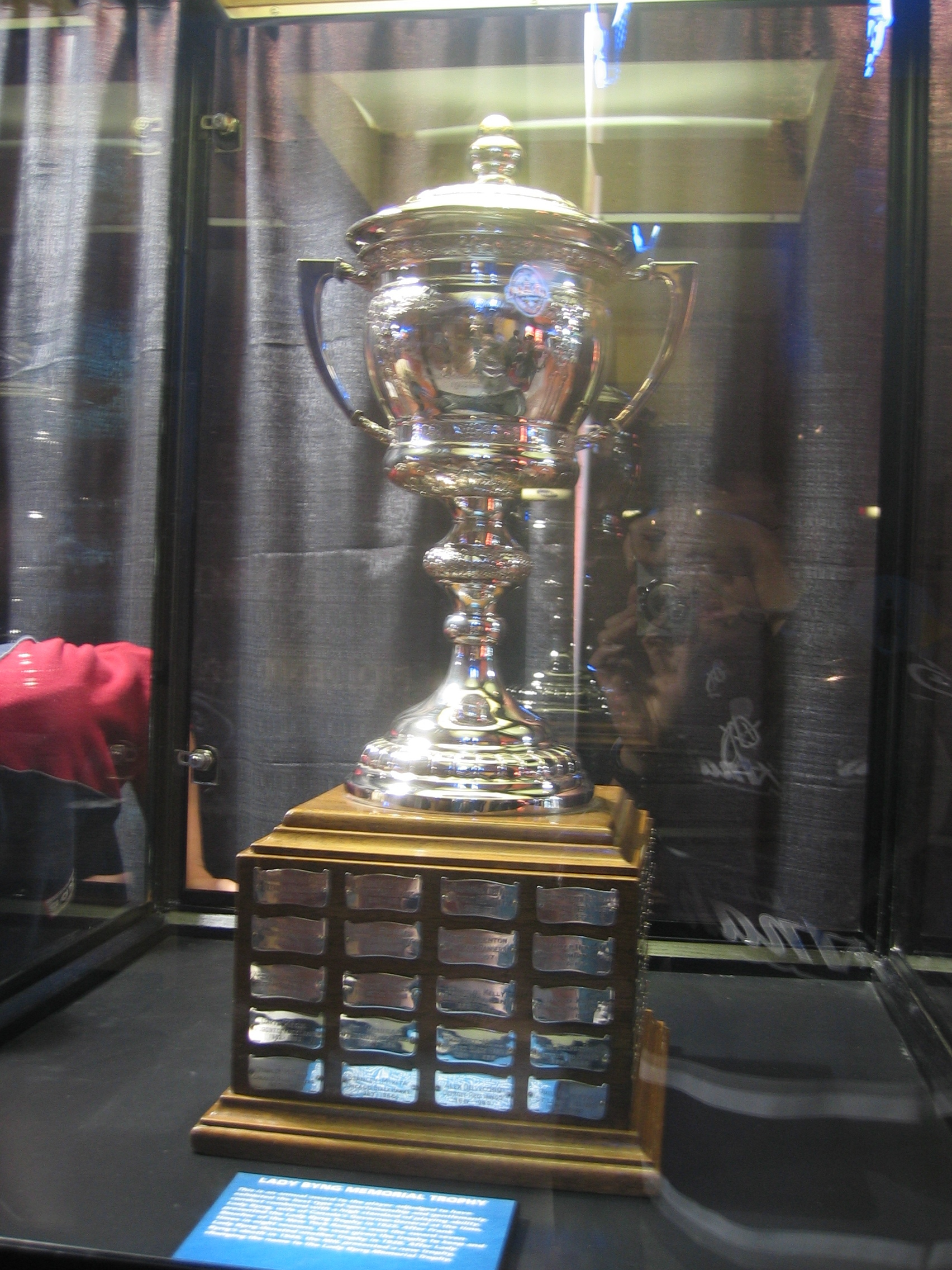
Lady Byng Memorial Trophy
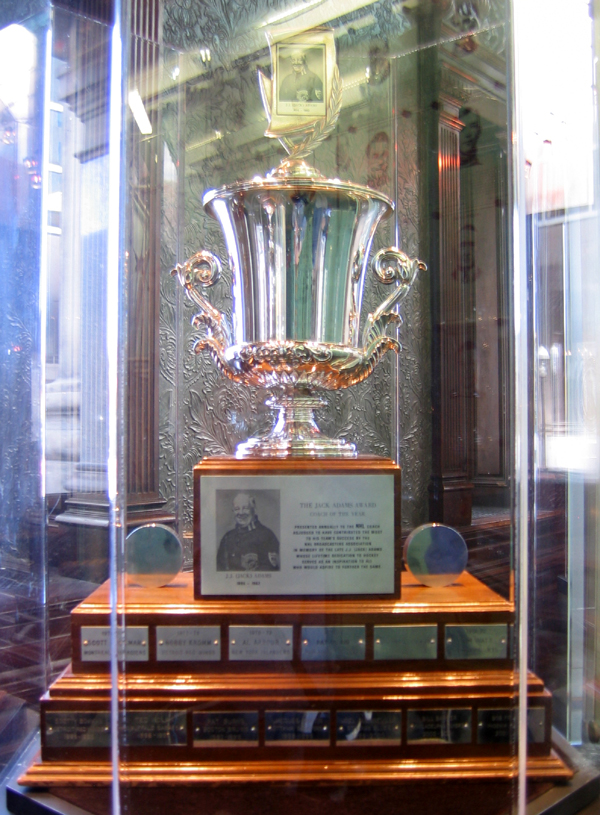
Jack Adams Award
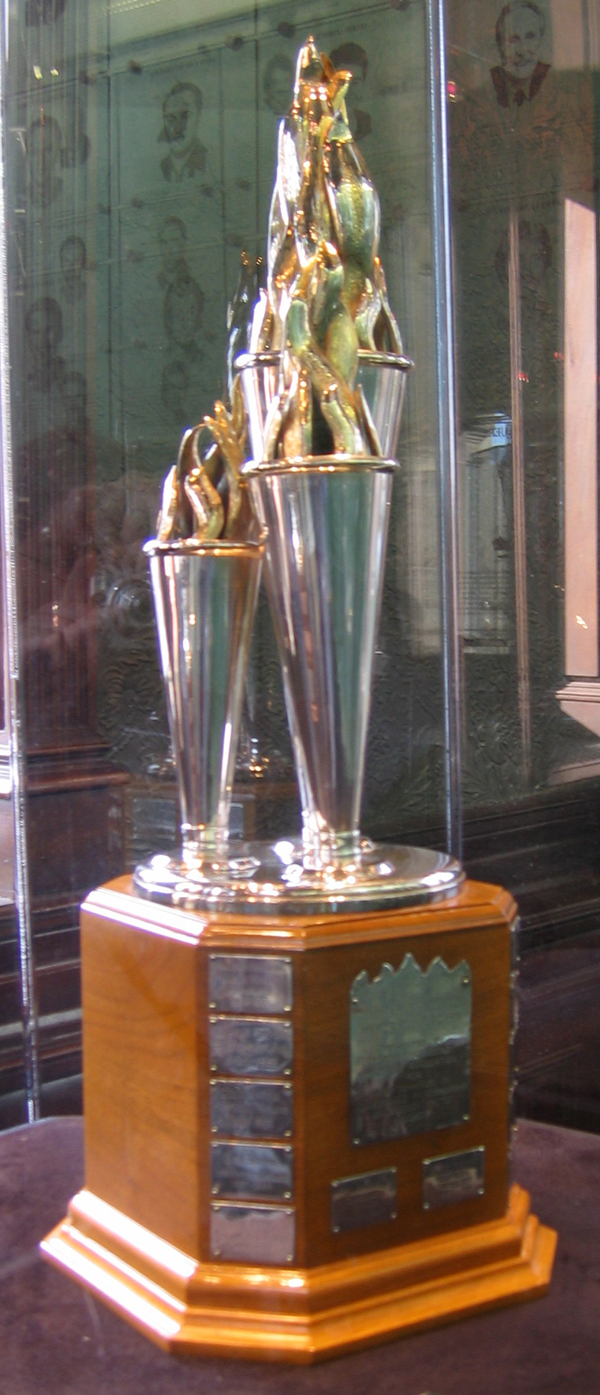
Bill Masterton Memorial Trophy
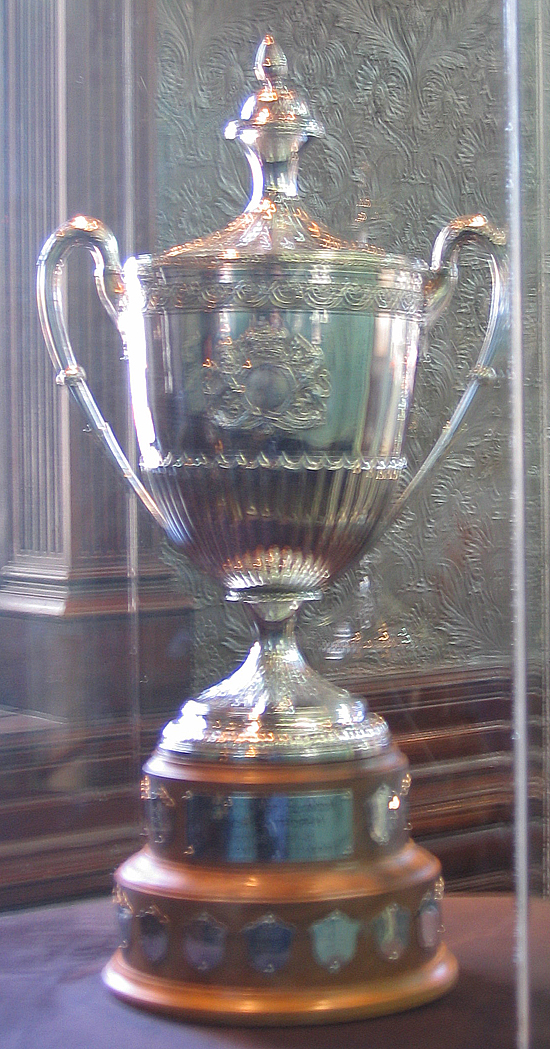
King Clancy Memorial Trophy
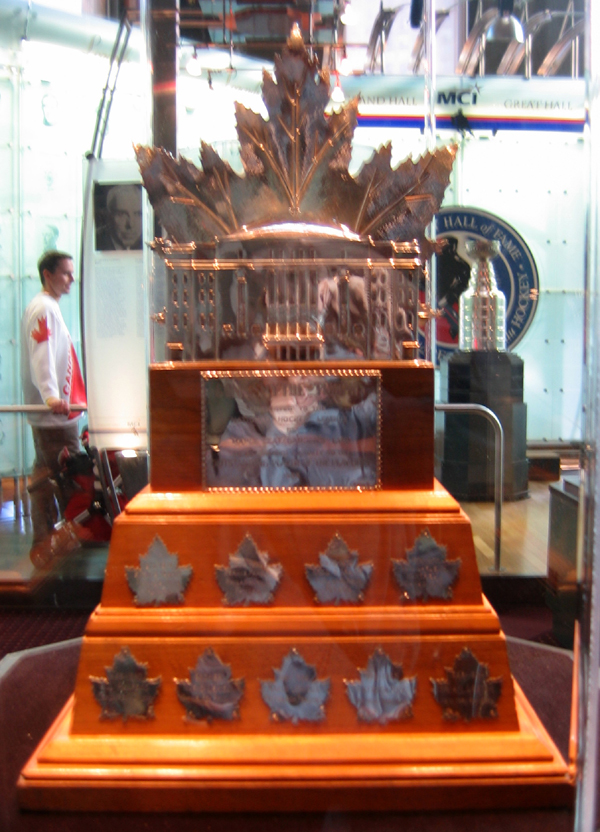
Conn Smythe Trophy
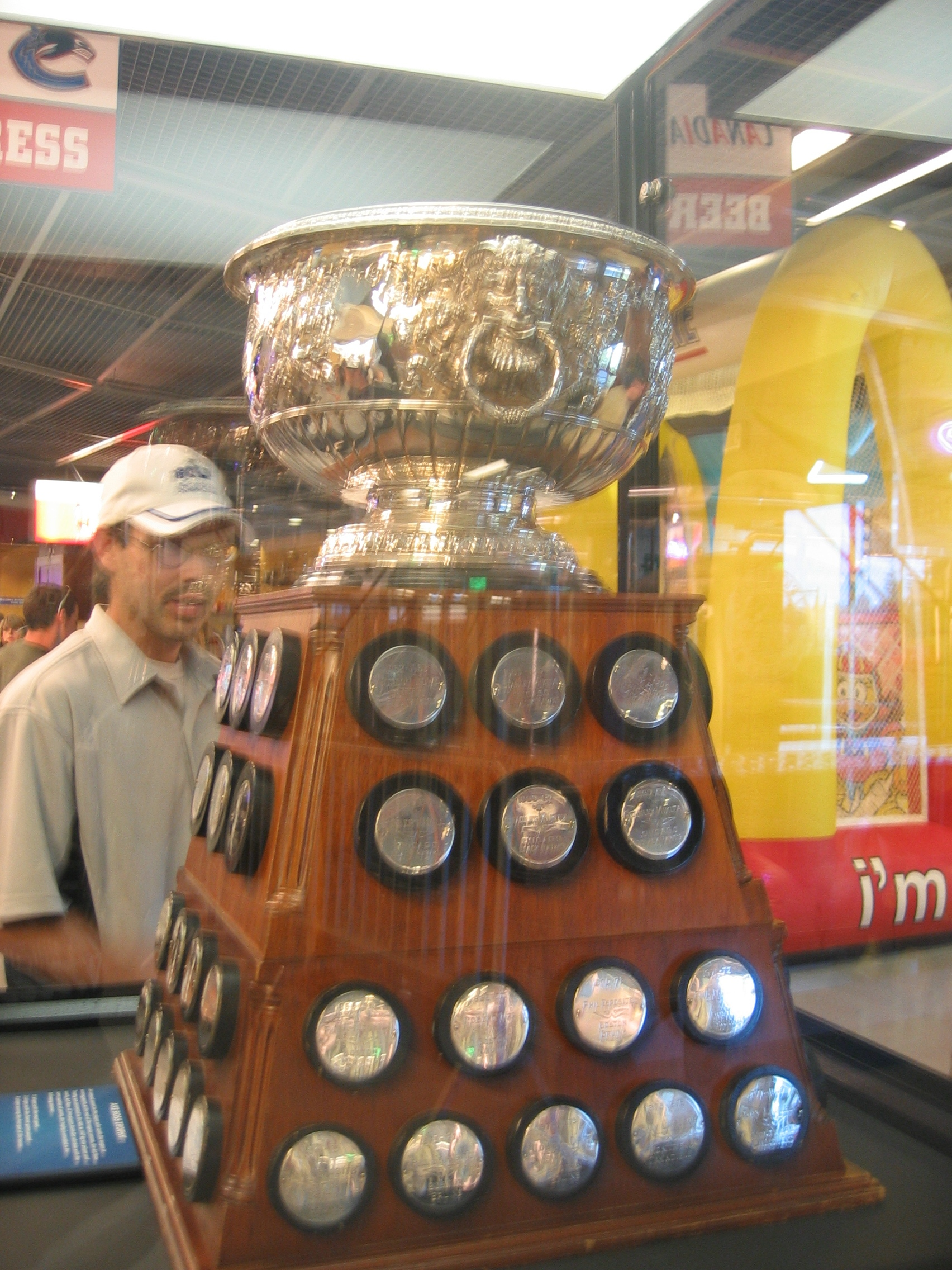
Art Ross Trophy
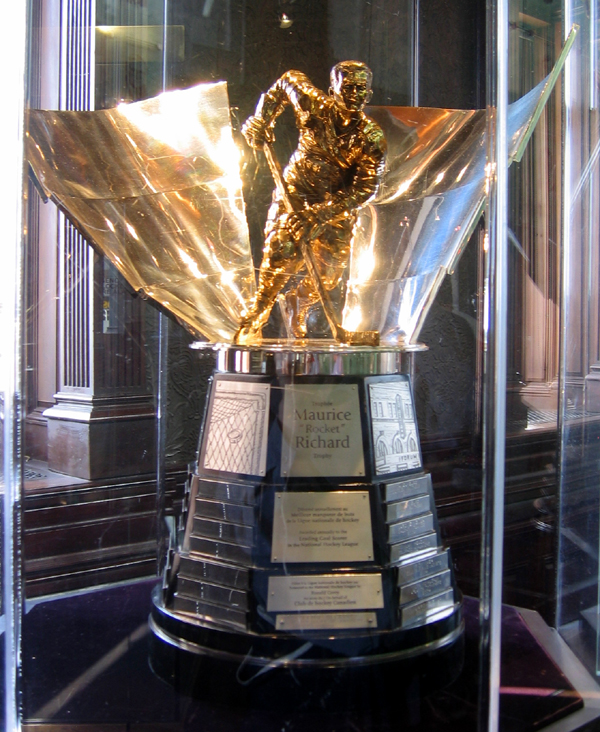
Maurice 'Rocket' Richard Trophy
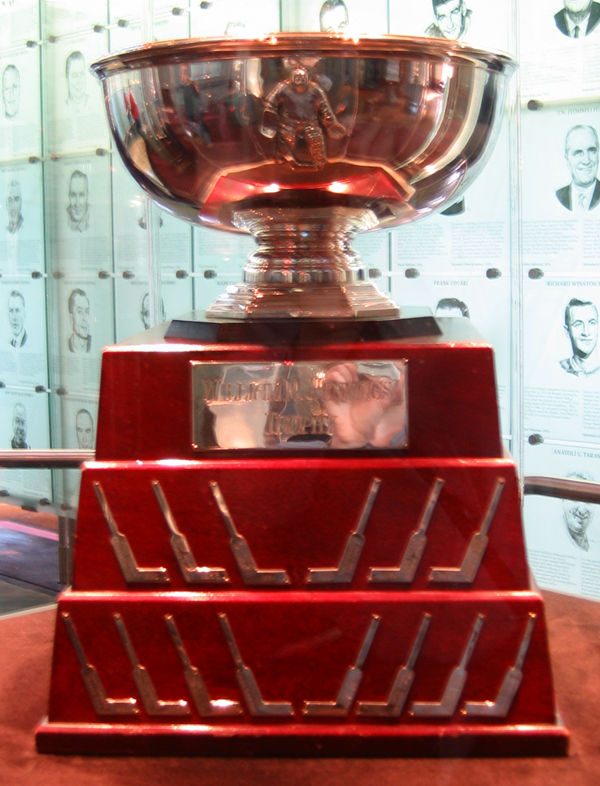
William M. Jennings Trophy